# Петров, Виктор Порфирьевич
Виктор Порфирьевич Петров (англ. Victor P. Petrov 22 марта 1907, Харбин — 18 августа 2000, Роквилл, Мэриленд, США) — русско-американский писатель, историк, географ, общественный деятель, специалист по истории Русской Америки.

## Биография
Родился в семье священника.
Учился в гимназии в Благовещенске, затем — в кадетском корпусе, основанном атаманом И. П. Калмыковым.
После захвата большевиками Дальнего Востока (октябрь 1922 г.), Виктор вернулся в Харбин, перейдя границу под обстрелом красноармейцев.
В Харбине продолжил образование, окончил русскую гимназию и Харбинский юридический факультет. Первые литературные опыты Петрова благословил знаменитый харбинский поэт Арсений Несмелов. В 1928—1929 годах работал репортёром в англоязычной газете «Harbin Daily News».
В 1930—1940 гг. жил в Шанхае, где, благодаря знанию китайского, английского и немецкого языков, устроился в крупную торговую фирму. Одно время перегонял из Монголии лошадей для Шанхайского ипподрома. Петров был одним из создателей литературного объединения «Шанхайская Чураевка».
Занимался также журналистской и писательской работой.
Вследствие военных действий и наступления японской армии, переехал в США (1940).
До 1945 года служил в управлении железных дорог и писал для двух русских газет.
Продолжал образование. Бакалавр, магистр Американского университета в Вашингтоне, затем защитил докторскую диссертацию, специализируясь в области международных отношений, истории и географии. Преподавал в Морской школе восточных языков при Колорадском университете (1945—1946), школе иностранных языков Военно-морского ведомства в Вашингтоне (1946—1965), где дослужился до звания полного профессора. Читал лекции по географии в Институте по изучению Китая и СССР при Университете Джорджа Вашингтона (1962—1967). Преподавал географию (1965—1967) в колледже штата Пенсильвания (Шиппенсбург, штат Пенсильвания), Калифорнийском университете в Лос-Анджелесе и в Университете Виктории в Британской Колумбии. В общей сложности читал лекции в течение 35 лет.
В 1967—1970 гг. — помощник директора по программам Национального научного фонда (National Science Foundation).
Петров — автор 8 книг на английском языке, посвящённых промышленности СССР, Китая и Монголии; около 100 статей в научных журналах США, Великобритании, Греции, ФРГ и Японии, главным образом посвящённых проблемам СССР и Китая; 27 книг на русском языке, более 300 статей в русских зарубежных газетах и журналах, посвящённых преимущественно русским первопроходцам в Америке, истории русской эмиграции в Китае и Америке.
Одна из статей Петрова о советском океанографическом флоте способствовала выделению из бюджета США ассигнований 670 млн. $ на модернизацию американского океанографического флота. Благодаря статьям Петрова, публиковавшимся в журнале «Missiles and Rockets» и посвящённым анализу развития космонавтики в СССР, в 1962 г. члены Сената обратили внимание на отставание США в этой области. В результате, была разработана энергичная программа по изучению и освоению космического пространства.
Имя профессора Петрова впервые появилось в справочнике «Who is Who in America in 1971». С 1973 года Петров — один из учредителей и член Конгресса русских американцев. Состоял членом Главного правления и председателем Вашингтонского отдела КРА. Представлял американцев русского происхождения в Госдепартаменте и в Белом Доме. В период «Железного занавеса» Виктору Порфирьевичу удалось «навести мосты» с единомышленниками в СССР, он переписывался с историками С. Н. Марковым и Н. П. Ивлевым…
С 1950 г. Петров занимался живописью, написал около 30 картин, на которых изображены натюрморты и русские пейзажи.
Петров приложил много труда при хлопотах перед властями штата Калифорния о необходимости реставрации Форта Росс. В 1990 году Виктор Порфирьевич приезжал в СССР на открытие музея Ивана Александровича Кускова в Тотьме.
С 1994 года Петров — иностранный член Центра по изучению Русской Америки и американо-русских отношений при Институте всеобщей истории РАН [Российская Академия наук]. За заслуги перед США и русской общественностью имя Петрова внесено КРА в Русско-Американскую Палату Славы (1995).
22 марта 1997 г. состоялось празднование 90-летия Петрова. Президент США Билл Клинтон с супругой прислали Петрову свои поздравления, отметив его заслуги перед страной.
Похоронен на местном кладбище в г. Роквилле.
Указом от 23 декабря 2000 г. президента РФ В. В. Путина Петров посмертно награждён орденом Дружбы (посмертно) за изучение истории исследования русскими первопроходцами Северо-Американского материка и вклада русских в развитие Нового Света.

## Сочинения

### На русском языке
- Под американским флагом. Рассказы. Шанхай, 1933.
- Лола. Роман. Шанхай, 1934.
- В Маньчжурии. Рассказы. Шанхай, 1937.
- Албазинцы в Китае. Вашингтон, 1956.
- Китайские рассказы. Вашингтон, 1962.
- Сага Форта Росс. Роман в 2-х кн. 1961—1963.; 2-е изд. 1980
- Столетняя годовщина прихода русских эскадр в Америку (соавтор). Вашингтон, 1963.
- Российская духовная миссия в Китае. Историческая справка. Вашингтон, 1968.
- Колумбы российские. Повесть. Вашингтон, 1971.
- Камергер двора. Роман. Вашингтон, 1973.
- Завершение цикла. Повесть. Лос-Анджелес. 1975.
- Краткий очерк пребывания русских в Калифорнии в начале прошлого столетия. Лос-Анджелес. 1974.
- Русская Америка. Историческая справка. Лос-Анджелес. 1975; 2-е изд. 1978
- Катаклизм. Вашингтон, 1982.
- Форт Росс и его культурное значение. Вашингтон, 1977, 1978.
- Город на Сунгари. Вашингтон, 1984[3].
- Шанхай на Вампу. Вашингтон, 1985.
- По Святой Земле. Очерки. Вашингтон, 1986.
- По следам Инка и Майя. Очерки. Вашингтон, 1987.
- Русские в истории Америки. Вашингтон, 1988; М., «Наука», 1991.
- Русские в Америке, XX век. Вашингтон, 1992.
- Изгой. Автобиография. Вашингтон, 1994.
- Россия на Дальнем Востоке. Вашингтон, 1996.

### На английском языке
- Electric power. 1959.
- Soviet industry. 1960.
- Energy Resources. 1962.
- Geography of the Soviet Union. 1964.
- Transportation. 1967.
- China. Emerging world power. 1967.
- Mongolia: a profile. 1970.

## Награды
- Орден Дружбы (23 декабря 2000 года, Россия) — за большой вклад в укрепление дружественных связей и развитие российско-американского сотрудничества[4].